# بن دیویس (بازیکن فوتبال، زاده ۱۹۸۱)
بن دیویس (انگلیسی: Ben Davies؛ زادهٔ ۲۷ مهٔ ۱۹۸۱) بازیکن فوتبال اهل بریتانیا است.
از باشگاه‌هایی که در آن بازی کرده‌است می‌توان به باشگاه فوتبال دربی کانتی، باشگاه فوتبال پورتسموث، باشگاه فوتبال والسال، باشگاه فوتبال شفیلد یونایتد، باشگاه فوتبال کیدرمینستر هاریرس، باشگاه فوتبال گریمزبی تاون، باشگاه فوتبال نوتس کانتی، و باشگاه فوتبال شروزبری تاون اشاره کرد.